# Apatelodes
Apatelodes is een geslacht van vlinders uit de familie Apatelodidae. De typesoort van het geslacht is Phalaena torrefacta.
Soorten uit dit geslacht komen uitsluitend voor in de Nieuwe Wereld.

## Synoniemen
- Hygrochroa Hübner, 1823
- Astasia Harris, 1841 non Astasia Ehrenberg, 1830

De naam Hygrochroa Hübner, 1823 (type: Phalaena firmiana Stoll) is ouder dan Apatelodes Packard, 1864. Toen Hübner het geslacht benoemde, plaatste hij er twee soorten in: Phalaena (Geometra) syringaria Linnaeus en Phalaena firmiana Stoll. Hygrochroa syringaria werd echter al in 1828 door James Francis Stephens als typesoort gekozen voor Pericallia, een geslacht van Geometridae. Het geslacht Hygrochroa, met nu nog maar één soort, werd aanvankelijk ook in de familie Geometridae geplaatst. In 1858 verhuisde Herrich-Schäffer het naar de familie Notodontidae (door hem Notodontina genoemd) en benoemde er nog een nieuwe soort in: Hygrochroa ficus. In 1892 plaatste Kirby het geslacht in de familie Bombycidae. Draudt plaatste in 1929 de typesoort in de onderfamilie Zanolinae van de Bombycidae (nu onderdeel van de Apatelodidae). De naam Hygrochroa was toen al in onbruik geraakt. Fletcher & Nye merkten in 1982 op dat de naam een heterotypisch senior synoniem voor Apatelodes is, en dus prioriteit heeft over die naam maar stelden voor om via een verzoek aan de International Commission on Zoological Nomenclature te regelen dat de in onbruik geraakte naam een nomen oblitum verklaard zou worden, ten gunste van Apatelodes.

## Soorten
| - Apatelodes adrastia Druce, 1887 - Apatelodes albipunctata Druce, 1898 - Apatelodes amaryllis Dyar, 1907 - Apatelodes anna (Schaus, 1905) - Apatelodes ardeola Druce, 1887 - Apatelodes banepa Druce, 1904 - Apatelodes batima Dyar, 1912 - Apatelodes brueckneri Draudt, 1929 - Apatelodes castanea Jones, 1908 - Apatelodes cerrita Draudt, 1929 - Apatelodes cirna Druce, 1897 - Apatelodes concerpta Draudt, 1929 - Apatelodes corema Schaus, 1895 - Apatelodes damora Schaus, 1939 - Apatelodes datanoides Draudt, 1929 - Apatelodes diana Dognin, 1916 - Apatelodes dianita Dognin, 1921 - Apatelodes ennomoides (Walker, 1865) - Apatelodes erotina Schaus, 1939 - Apatelodes erubescens Draudt, 1929 - Apatelodes firmiana (Stoll, 1782) - Apatelodes florisa Schaus, 1939 - Apatelodes gaveta (Dognin, 1894) - Apatelodes gladys Dyar, 1918 - Apatelodes heptaloba Druce, 1887 - Apatelodes hierax Dognin, 1924 - Apatelodes ilia Dognin, 1916 - Apatelodes imparata Dognin, 1907 - Apatelodes infesta (Dognin, 1922) - Apatelodes inviolata Dognin, 1911 - Apatelodes jessica Dyar, 1926 - Apatelodes kotzschi Draudt, 1929 - Apatelodes lacetania Druce, 1898 - Apatelodes lapitha Druce, 1900 - Apatelodes lepida (Schaus, 1905) - Apatelodes lescamia Dyar, 1912 - Apatelodes martia (Stoll, 1782) - Apatelodes mehida Druce, 1904 | - Apatelodes merlona Schaus, 1939 - Apatelodes milma Dyar, 1912 - Apatelodes moresca (Schaus, 1905) - Apatelodes narda (Schaus, 1900) - Apatelodes nina (Stoll, 1780) - Apatelodes olaus Schaus, 1924 - Apatelodes palma Druce, 1900 - Apatelodes pandara Druce, 1898 - Apatelodes pandarioides Schaus, 1905 - Apatelodes paraguayana Schaus, 1927 - Apatelodes paratima Schaus, 1910 - Apatelodes parvula Schaus, 1894 - Apatelodes paulista Jones, 1908 - Apatelodes pertuisa (Dognin, 1916) - Apatelodes pervicax (Dognin, 1911) - Apatelodes pithala Dognin, 1921 - Apatelodes princeps Dognin, 1911 - Apatelodes pudefacta Dyar, 1904 - Apatelodes quadrata Jones, 1908 - Apatelodes sadisma Dyar, 1918 - Apatelodes satellitia (Walker, 1855) - Apatelodes sericea Schaus, 1895 - Apatelodes signata Druce, 1904 - Apatelodes singularis (Butler, 1881) - Apatelodes striata Druce, 1906 - Apatelodes sublunulata Schaus, 1920 - Apatelodes taperinha (Dognin, 1922) - Apatelodes thinaha Draudt, 1929 - Apatelodes torrefacta (Smith, 1797) - Apatelodes tropea (Schaus, 1896) - Apatelodes tuisa (Schaus, 1910) - Apatelodes turrialba Schaus, 1910 - Apatelodes velutina Schaus, 1895 - Apatelodes verena Druce, 1898 - Apatelodes vistana Schaus, 1939 - Apatelodes xanthapex Draudt, 1929 - Apatelodes zikani Draudt, 1929 |